# Joseph Strobach von Kleisberg
Joseph Strobach von Kleisberg (* 3. Dezember 1803 in Haida, Königreich Böhmen, als Joseph Strobach; † 22. Jänner 1890 in Oberdöbling in Niederösterreich, heute Bestandteil des 19. Bezirks Döbling) war 1860–1870 k.k. Polizeidirektor von Wien. Er wurde 1866 zum Ritter von Kleisberg geadelt und zu seiner Pensionierung im Jahr 1870 in den Freiherrenstand erhoben.

## Leben

### Herkunft, Ausbildung und Beamtenkarriere
Joseph Strobach stammte aus dem nördlichsten Teil Böhmens nahe der Grenze zum Königreich Sachsen. Er studierte in Prag Rechtswissenschaft und begann 1827 bei der Polizeidirektion im damals zum Kaisertum Österreich gehörigen Venedig zu arbeiten, wurde dann zu Polizeidienststellen in Vicenza und Verona versetzt, tat in der Kanzlei von Erzherzog Rainer, dem in Mailand amtierenden Vizekönig von Lombardo-Venetien, Dienst und wurde dann wieder in Venedig eingesetzt, wo er während der Revolution von 1848 Geheimakten in Sicherheit brachte.
1850 wurde Strobach als Polizeirat nach Prag versetzt und 1852 zum Polizeidirektor von Laibach befördert. 1855 wurde er Polizeidirektor in Linz, 1858 in Mailand, das jedoch 1895 gemeinsam mit der Lombardei für Österreich verloren ging. Zurück in Wien wurde er 1860 wurde zum Hofrat befördert und zum Direktor der k.k. Wiener Polizeidirektion, die sich mitsamt seiner Dienstwohnung damals im 1. Bezirk, am Peter 364, heute Petersplatz 7, befand. (Die Direktion übersiedelte erst fünf Jahre nach Strobachs Ausscheiden an den Schottenring 11, wo sie dann bis 1945 blieb).
Im Herbst 1869 erkrankte Hofrat Strobach an einer nicht näher genannten Krankheit, sodass seither seine Pensionierung erwartet wurde. Noch im selben Jahr wurde auf Anweisung des in das Amt des k.k. Innenministers gekommenen Carl Giskra Regierungsrat Anton von Le Monnier (zeitgenössisch und auch amtlich als Lemonnier geschrieben), seit Juli 1860 Polizeidirektor in Brünn, mit 10. Oktober nach Wien berufen und Strobach als Vizedirektor zur Seite gestellt. Mit Wirkung vom 9. März 1870 wurde Strobach seines Amtes enthoben und – der amtlichen Diktion entsprechend – „nach der von ihm nachgesuchten Versetzung in den dauernden Ruhestand“ versetzt sowie in Anerkennung seiner langjährigen Dienste taxfrei in den Freiherrenstand erhoben. Wie es bereits als ausgemachte Sache galt, folgte ihm Le Monnier, dieser gleichzeitig zum Hofrat und Ministerialrat ernannt, als Wiener Polizeidirektor nach.

### Wirken
Polizeidirektor Strobach bewährte sich 1862 bei der großen Überschwemmung von Wien durch Hochwasser der Donau und 1866 während des Krieges von Preußen gegen Österreich, der für Österreich verloren ging. 1867 entsandte ihn Graf Eduard Taaffe, Stellvertreter des Ministerpräsidenten des so genannten Bürgerministeriums und für Sicherheitsfragen zuständig, zum Studium der dortigen Sicherheitsvorkehrungen zur Pariser Weltausstellung. Auf Grund der in Paris gemachten Erfahrungen schlug Strobach Taaffe 1868 vor, nach französischem Vorbild an Stelle der in Wien tätigen (und wegen ihres Mangels an deutschen Sprachkenntnissen von den Wienern als „die Zarrucks“ [= zurück] bezeichneten) Militärpolizeiwache eine zivile k.k. Sicherheitswache zu gründen. 1869 genehmigte Kaiser Franz Joseph I. diesen Plan; am 15. Juni 1869 nahmen in der Leopoldstadt, dem 2. Bezirk, die ersten Sicherheitswachebeamten den Dienst auf. Weiters legte Strobach einen Plan zur Schaffung eines Korps von Kriminalpolizisten vor, der von 1872 an realisiert wurde, als er schon in Pension war.
Hofrat Strobachs Amtszeit als Polizeidirektor war jedoch nicht unumstritten, wie anlässlich seiner Amtsenthebung und Pensionierung den Medien zu entnehmen war. So wurde er zum Beispiel in der Presse am 12. März 1870 beschrieben als „kein Organisator“, der die Amtsgeschäfte so fortführte, wie er sie übernommen hatte „ohne dem längst gefühlten Bedürfnisse, einer Reorganisation des Sicherheitsdienstes abhelfen zu können.“ Er hielt demnach „mit großer Strenge die Ordnung im Beamtenkörper aufrecht“, behandelte seine Beamten „ziemlich barsch und kurz und ließ sich von Sympathien und Antipathien gegen einzelne sehr beeinflussen“. Dem Rat von Fachmännern sei er jedoch „nicht unzugänglich“ gewesen und sei bei Hofe in Geltung gestanden.
Im Neuen Wiener Tagblatt war bereits tags zuvor, am 11. März, unter anderem zu lesen:

„… Mit Hofrath Strobach fällt ein Stück des alten Polizeiregime’s, das den Staatsgedanken des Vormärz und der Bach’schen Epoche dem Bürger zu Gemüthe führen sollte. Im neugefärbten Gewande, unter etwas veränderter Firma wurde unter Strobach nur fortgesetzt, was seine Vorgänger begonnen hatten. …“

„… Nach einer mehr als 40jährigen Tätigkeit scheidet Herr v. Strobach aus dem Staatsdienst, die Brust mit einer großen Anzahl von Orden aus aller Herren Ländern geschmückt, die von seinen vielen Verdiensten Zeugnis geben sollen. Möge sich Hofrath v. Strobach derselben in seiner stillen Zurückgezogenheit noch lange erfreuen und in dieser Anerkennung der Potentaten einen Trost finden dafür, daß die Wiener mit seinem Regime sich nicht einverstanden erklärten, ihn ohne ‚Anerkennung‘ scheiden lassen.“

### Auszeichnungen
- Im April 1854 wurde Joseph Strobach von Kaiser Franz Joseph I. mit dem Ritterkreuz des Franz-Joseph-Ordens ausgezeichnet,[8] womit er sich das Recht erworben hatte, auf Antrag in den Adelsstand erhoben zu werden.
- Am 11. März 1866 erhielt er das Ritterstands-Diplom[8] mit dem Namenszusatz Ritter von Kleisberg.
- Am 19. September 1866 wurde Joseph Strobach Ritter von Kleisberg das Ritterkreuz des Leopold-Ordens verliehen.[9]
- Am 9. März 1870 wurde er anlässlich seiner Pensionierung taxfrei in den erblichen Freiherrenstand erhoben,[3][5] das Freiherrenstands-Diplom erhielt er, nun Joseph Strobach Freiherr von Kleisberg, am 1. Juli desselben Jahres.[8]

### Privates und Tod
Joseph Freiherr Strobach von Kleisberg war mit der Tochter eines Mailänder Regierungsrathes verheiratet. Aus dieser Ehe stammten zwei Söhne und eine Tochter († 1887). Der eine Sohn, Franz, war Doktor der Rechte und im k. k. Handelsministerium angestellt; der zweite stand im Jahre 1870 in Holländisch-Indien im Seedienste.
Seit 25. Juli 1888 befand er sich stationär in der „Leibesdorf’schen“ „Heilanstalt des Prof. Obersteiner zu Ober-Döbling“, wo er dann auch am 22. Jänner 1890 verstorben ist. Es wurde vermutet, dass der Tod seiner Tochter im Jahr 1887, „an welcher er mit außerordentlicher Zärtlichkeit hing“, „wohl auch dazu beigetragen haben [mag] zum Ausbruche der Geisteskrankheit des unglücklichen Mannes.“
Freiherr von Strobach-Kleisberg wurde auf dem Hietzinger Friedhof bestattet. Sein Grab wurde zwischenzeitlich wohl aufgelassen.